# Jill Heinerth

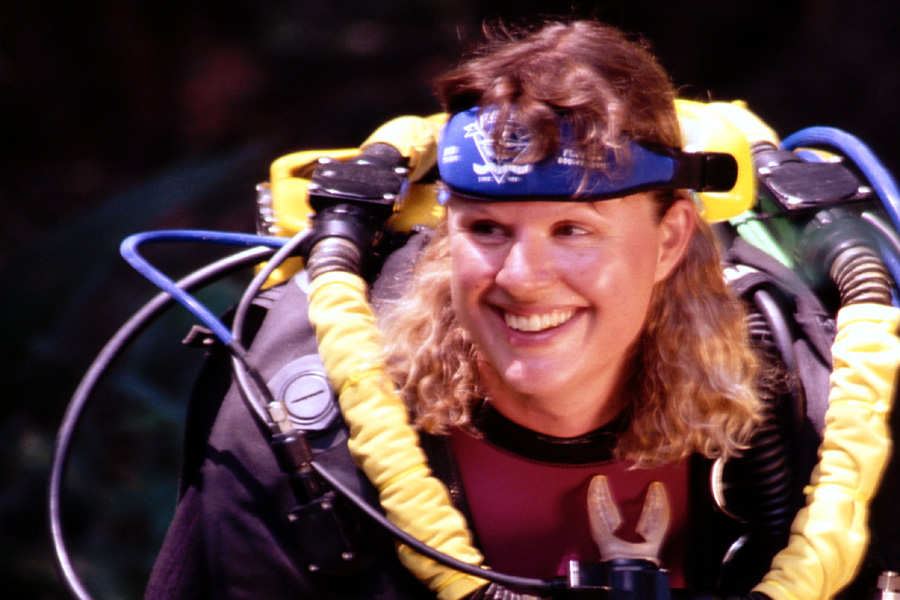
Jill Heinerth (2010)

Jill Heinerth (* 1965 in Toronto) ist eine kanadische Höhlentaucherin, Unterwasserfotografin, Autorin und Dokumentarfilmerin.

## Karriere

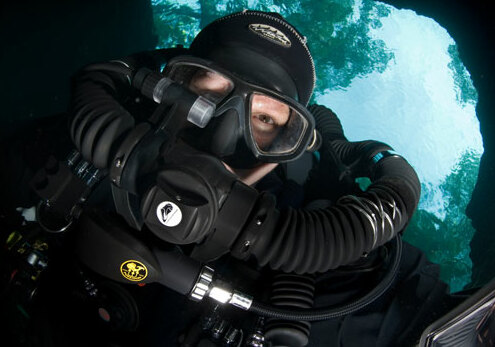
Jill Heinerth bei einem Höhlentauchgang

Jill Heinerth kam 1965 in Toronto zur Welt. Als Kind wurde Heinerth von den Fernsehserien von Jacques Cousteau begeistert. Sie studierte Visual Communications Design an der York University und erwarb einen Bachelor of Fine Arts.
Nach ihrem Studium leitete sie eine kleine Grafikdesign-Agentur in Toronto, während sie abends in der Hafenstadt Tobermory am Lake Huron Tauchunterricht gab. 1991 kündigte Heinerth ihren Bürojob und zog auf die Kaimaninseln, um sich ganz dem Tauchen zu widmen und ihre Fähigkeiten in der Unterwasserfotografie zu verbessern. Dann zog sie nach Florida, um über Höhlentauchen zu arbeiten, wo sie von dem Dokumentarfilmer Wes Skiles und seiner Firma Karst Productions mit Sitz in High Springs (Florida) betreut wurde.
1998 gehörte Heinerth zu dem Team, das die erste 3D-Kartierung einer Unterwasserhöhle erstellte.
Heinerth tauchte als erster Mensch in den Eishöhlen der Antarktis und drang dabei tiefer in ein Unterwasserhöhlensystem ein als jede andere Frau zuvor. Im Jahr 2001 gehörte sie zu einem Team, das Eishöhlen in Eisbergen erforschte, wo sie und ihr damaliger Ehemann Paul Heinerth „wundersames Leben und magische Aussichten“ entdeckten und das Kalben eines Eisbergs erlebten, die sie in dem Film Ice Island darstellten.
Im Jahr 2015 beteiligte sich Heinerth an der Erforschung der zahlreichen Anchialin-Höhlen der Weihnachtsinsel (Australien).
2016 leitete Heinerth eine Expedition zur Erkundung und Vermessung der überfluteten Eisenerzminen auf Bell Island in Neufundland und Labrador, Kanada.
Sie ist Beraterin für Trainingsprogramme von Tauchagenturen, veröffentlicht Fotoartikel in einer Reihe von Magazinen, Fachbeiträge für internationale Publikationen wie die Los Angeles Times und hält Vorträge auf der ganzen Welt. Im Jahr 2020 sprach Heinerth mit dem Podcast This Is Love über das Tauchen in Eishöhlen in der Antarktis.
Im August 2022 leitete Heinerth ein Team von technischen Expeditionstauchern, die einen versunkenen Bomber aus dem Zweiten Weltkrieg auf dem Grund des Gander Lake in Neufundland identifizierten und fotografierten.

## Privates
Heinerth heiratete den Höhlentaucher Paul Heinerth im Jahr 1996; die Ehe wurde später geschieden. Im April 2007 heiratete sie ihren zweiten Ehemann, den Schriftsteller, Fotografen und Experten für neue Medien Robert McClellan. Sie lebt mit ihm in Carleton Place, Ontario, Kanada.
Heinerth beschreibt ihre Hobbys als Wandern, Kajakfahren und Radfahren.

## Veröffentlichungen

### Bücher
- Jill Heinerth, B Oigarden: Cave diving articles & opinions: A comprehensive guide to cave diving and exploration. Heinreth Productions, Inc., High Springs, FL 2008, S. 320 (englisch).
- Jill Heinerth: Digital Underwater Photography: Jill Heinerth's Guide to Digital Underwater Photograph. 2010, ISBN 978-0-9798789-2-3 (englisch).
- Jill Heinerth: The Essentials of Cave Diving. Second Auflage. 2014, ISBN 978-0-9798789-4-7 (englisch).
- Brian Kakuk, Jill Heinerth: Side Mount Profiles. 2010, ISBN 978-0-9798789-5-4 (englisch).
- Jill Heinerth: The Basics of Rebreather Diving. Heinerth Productions, Inc., 2014, ISBN 978-1-940944-00-5 (englisch).
- Jill Heinerth: Women Underwater. Heinerth Productions, Inc., 2014, ISBN 978-1-940944-01-2 (englisch).
- Jill Heinerth, Lesli Pinto: Chester the Manatee and the Very, Very, Terribly Bad Itch. Heinerth Productions, Inc., 2015, ISBN 978-1-940944-08-1 (englisch).
- Jill Heinerth: The Scuba Diver's Guide to Underwater Video: GoPro to Professional Filmmaking. Heinerth Productions, Inc., 2016, ISBN 978-1-940944-21-0, S. 126 (englisch).
- Heinerth, Jill. Into The Planet: My Life as a Cave Diver. Ecco 2019, ISBN 978-0-06-269154-5
- Heinerth, Jill. The Aquanaut. Tundra Books, 2021, ISBN 978-0-7352-6363-5

### Filme
Sie produzierte Fernsehserien für PBS, National Geographic Channel, Discovery Channel und die BBC, und war als Beraterin für Filmprojekte tätig, unter anderem für James Cameron. Sie produzierte Dokumentationen wie We Are Water und Ben's Vortex. Für CBC Television moderierte sie die Sendung Under Thin Ice, für die sie auch die Unterwasservideos drehte.

## Auszeichnungen
- 2012 „Sea Hero of the Year“ durch das SCUBA Diving Magazine[19]
- Aufnahme in den Explorers Club
- Aufnahme in die Women Diver’s Hall of Fame[20]
- Fellow des WINGS WorldQuest[20]
- Fellowship der National Speleological Society[20]
- William Beebe Award des Explorers Club[20]
- Aufnahme in die Women Divers Hall of Fame[2]
- 2013 OZTek Media Award[21]
- 2013 Christopher Ondaatje Medal for Exploration der Royal Canadian Geographical Society[1]
- 2016 Explorer-in-Residence der Royal Canadian Geographical Society[22]
- 2017 Fellowship und NOGI Award for ‘Sports & Education’ der Academy of Underwater Arts and Sciences (AUAS)[23]
- 2017 Canadian Polar Medal des Generalgouverneur von Kanada[24]
- 2018 Beneath The Sea Diver of the Year (Education) Award[25]
- 2020/2021 Aufnahme in die International Scuba Diving Hall of Fame[26]
- 2021 Aufnahme von Heinerths Kinderbuch The Aquanaut in die Blue Ribbon Selection von Dolly Partons Imagination Library
- 2023 Ehrendoktorwürde der Victoria University in Toronto[27]